# San Vicente (Buenos Aires)
San Vicente è una città argentina della Provincia di Buenos Aires. 

## Geografia
Situata nella zona centro-orientale della provincia, appartiene all'area metropolitana della Grande Buenos Aires. Secondo il censimento condotto nel 2001, conta 21.411 abitanti.